# Miss Santiago 2016
El Concurso Provincial de Belleza de Santiago o Miss Santiago 2016 fue celebrado el 12 de marzo de 2016 en el Gran Teatro del Cibao, Santiago de los Caballeros, República Dominicana. La ganadora representará la Provincia Santiago en el Miss República Dominicana 2016. La virreina y la princesa irá al concurso nacional representando las provincias Puerto Plata y Santiago Rodríguez, respectivamente.
El mismo concurso fue liderado por Carlina Duran quien fue la Directora y mentora. De la mano del productor Jose Ceballos quien produjo el evento. Stacy Castellanos coordinadora de Logística del evento. Angie Marte encargada de visual y media. Bryam Vinet Director de Candidatas y entre otros.

## Resultados
| Resultados Final   | Candidata                                                   |
| ------------------ | ----------------------------------------------------------- |
| Miss Santiago 2016 | Santiago de los Caballeros - Katherine Camacho              |
| Primera Finalista  | Licey al Medio - Stéphanie Beltrán                          |
| Segunda Finalista  | Jánico - Ámbar Henríquez                                    |
| Top 5              | Villa Bisonó - Amny Quezada Villa González - Lourdes Pulgar |

### Premios especiales
| Premio                                                                   | Candidata         |
| ------------------------------------------------------------------------ | ----------------- |
| Mejor Cuerpo (votado por la entrenadora de Miss Santiago)                | Katherine Camacho |
| Miss Fotogénica (votado por el fotógrafo oficial del certamen)           | Amny Quezada      |
| Miss Amistad (votado por la concursantes del Miss Santiago)              | Emily Polanco     |
| Miss Comunicación (votado por la organización de Miss Santiago)          | Lourdes Pulgar    |
| Miss Beia (votado por el salón de belleza oficial de Miss Santiago)      | Katherine Camacho |
| Miss Belleza VIP (votado por el salón estética oficial de Miss Santiago) | Stéphanie Beltrán |

## Candidatas Oficiales
| Representa                 | Candidata                             | Edad | Estatura        | Oriunda                    |
| -------------------------- | ------------------------------------- | ---- | --------------- | -------------------------- |
| Baitoa                     | Arméliz Indhira Tavárez Rougeatre     | 18   | 1,81 m (5′ 11″) | Santiago de los Caballeros |
| Jánico                     | Ámbar Lucía Henríquez Ureña           | 23   | 1,78 m (5′ 10″) | Santiago de los Caballeros |
| Licey al Medio             | Stéphanie Beltrán del Valle           | 23   | 1,75 m (5′ 9″)  | Santiago de los Caballeros |
| Puñal                      | Gabriella María Hernández Fajardo     | 23   | 1,72 m (5′ 8″)  | Santiago de los Caballeros |
| Sabana Iglesia             | Tópaz Campos Montes de Oca            | 18   | 1,75 m (5′ 9″)  | Santiago de los Caballeros |
| San José de las Matas      | Emily Alejandra Polanco Estévez       | 21   | 1,77 m (5′ 10″) | San José de las Matas      |
| Santiago de los Caballeros | Katherine Liz Camacho Gómez-Schenck   | 24   | 1,74 m (5′ 9″)  | Santiago de los Caballeros |
| Tamboril                   | Marielys Altagracia Frías Castellón   | 21   | 1,71 m (5′ 7″)  | Santiago de los Caballeros |
| Villa Bisonó               | Amny Altagracia Quezada Saint-Hilaire | 20   | 1,83 m (6′ 0″)  | Santiago de los Caballeros |
| Villa González             | Lourdes Purás Pulgar Rodríguez        | 20   | 1,73 m (5′ 8″)  | Santiago de los Caballeros |